# Optometry and Vision Science
Optometry and Vision Science (skrót: Optom Vis Sci lub OVS) – amerykańskie czasopismo naukowe publikujące artykuły z obszaru optometrii, nauki o widzeniu i optyki fizjologicznej; wydawane od 1924 roku. Oficjalny organ American Academy of Optometry. Miesięcznik.
Historycznie nazwa czasopisma zmieniała się kilkukrotnie. Na początku periodyk nosił krótko tytuł „Northwest Journal of Optometry” (lata 1924-1925, wydawcą było Minnesota State Association of Optometrists z Minneapolis). W okresie 1925–1940 czasopismo nazywało się „American Journal of Optometry” (wydawcą było American Journal of Optometry Pub. Association, ISSN 0271-4469). Następnie w latach 1941-1973 tytuł brzmiał „American Journal of Optometry and Archives of American Academy of Optometry” (ISSN 0002-9408). W okresie 1974–1988 czasopismo nazywało się „American Journal of Optometry and Physiological Optics” (ISSN 0093-7002). Od 1989 tytuł brzmi „Optometry and Vision Science”.
Pismo ma współczynnik wpływu impact factor (IF) wynoszący 1,499 (2017). W międzynarodowym rankingu SCImago Journal Rank (SJR) mierzącym znaczenie i prestiż poszczególnych czasopism naukowych „Optometry and Vision Science” zostało w 2017 roku sklasyfikowane na:
- 2. miejscu wśród czasopism z kategorii: optometria[8].
- 32. miejscu wśród czasopism z kategorii: okulistyka[9].

W polskich wykazach czasopism punktowanych przez Ministerstwo Nauki i Szkolnictwa Wyższego czasopismo otrzymało kolejno: 25-30 punktów (lata 2013-2016) oraz 100 punktów (2019).
Redaktorem naczelnym czasopisma jest Michael Twa – związany ze Szkołą Optometrii Uniwersytetu Alabamy w Birmingham.